# Góra Studencka
Der Góra Studencka ist eine 180,1 Meter hohe Erhebung in Danzig in Polen. Der Berg befindet sich auf dem Gebiet des Stadtbezirks Osowa (deutsch Espenkrug). Nach der Eingemeindung Osowas im Jahr 1973 ist er die höchste und nördlichste Erhebung auf Danziger Stadtgebiet. Die Stadtgrenze zu Gdynia ist etwa 50 Meter weit entfernt.
Von 1933 bis 1973 war der Góra Matemblewska mit 160 Metern die höchste Anhöhe der Stadt Danzig.
Góra Studencka hat die deutsche Bedeutung Studentenberg, es ist kein offizieller Name. Der Berg liegt nahe dem Jezioro Osowskie (Espenkruger See).